# دلفین بینی‌بطری گرمسیری
دلفین بینی‌بطری گرمسیری (نام علمی: Tursiops aduncus)، که با نام دلفین بینی‌بطری هندوآرام نیز شناخته می‌شود، از گونه دلفین‌های نژاد پوزه‌بطری است. این گونه تا ۲٫۶ متر طول و بیش از ۲۳۰ کیلوگرم وزن رشد می‌کند. این دلفین در آب‌های اطراف هند، شمال استرالیا، جنوب چین، دریای سرخ و کرانه‌های شرقی آفریقا زندگی می‌کند. پشت آن خاکستری تیره است با شکمی به رنگ خاکستری روشن مایل به سفید با خال‌های خاکستری.
تا سال ۱۹۸۸ همه انواع دلفین‌های پوزه‌بطری به عنوان یک گونه خوانده می‌شدند، با این حال در این سال دلفین پوزه‌بطری گرمسیری به عنوان یک گونه جدا شناخته شد.
دلفین پوزه‌بطری گرمسیری به صورت کلی کوچکتر از دلفین پوزه‌بطری معمولی است، پوزه به نسبت طولانی تری دارد و دارای خال‌هایی بر شکم و پهلوها است. این دلفین همچنین در مقایسه با دلفین پوزه‌بطری معمولی. که دارای ۲۱ تا ۲۴ دندان در هرکدام از آرواره‌ها است، دارای تعداد دندان‌های بیشتری است؛ ۲۳ تا ۲۹ دندان در هر سو. شواهد حاکی از آن است که دلفین پوزه‌بطری گرمسیری در حقیقت رابطه خانوادگی بیشتری با دو خانواده لاغردلفین‌ها و کچه‌ماهی‌ها، به ویژه دلفین خال‌دار اطلس، دارد تا با دلفین پوزه‌بطری معمولی.

## توصیف ظاهری
دلفین‌های پوزه‌بطری گرمسیری همانندی بسیاری به دلفین‌های پوزه‌بطری معمولی دارند. دلفین‌های پوزه‌بطری معمولی دارای بدنی قوی با پوزه‌ای با طول متوسط و باله‌های پشتی بلند و منحنی شکل هستند؛ حال آنکه دلفین‌های پوزه‌بطری گرمسیری دارای بدنی قلمی و باریک تر و پوزهٔ قلمی تری هستند. آشکارترین تفاوت دو گونه اما در خال‌های خاکستری است که بر روی پوست شکم و پهلوهای دلفین‌های گرمسیری بالغ وجود دارند؛ چیزی که به ندرت در میان دلفین‌های پوزه‌بطری معمولی پدید می‌آید. تعداد دندان‌ها عددی میان ۲۳ تا ۲۹ در هرکدام از آرواره‌های بالا و پایین است. جثه آن‌ها هم بسته به موقعیت جغرافیایی‌شان متفاوت است اما به گونه میانگین طولشان ۲٫۶ متر است و بیشترین وزنشان به ۲۳۰ کیلوگرم می‌رسد. طول آن‌ها در هنگام تولد میان ۰٫۸۴ تا ۱٫۵ متر است.

## تغذیه
دلفین‌های پوزه‌بطری گرمسیری از طیف گسترده‌ای از ماهیان و دیگر آبزیان دریایی (به ویژه ماهی مرکب) تغذیه می‌کنند.
در یک بررسی انجام شده در سال ۲۰۰۵، پژوهشگران با بررسی محتویات معده دلفین‌هایی که در دام ماهیگیران در منطقه‌ای در تانزانیا افتاده بودند، تلاش کردند تا به رژیم غذایی دلفین‌های پوزه‌بطری گرمسیری پی ببرند. جانوران شکار شده توسط این دلفین‌ها شامل ۵۰ گونه ماهی استخوانی و سه گونه ماهی مرکب بودند. از نتایج به دست آمده چنین نتیجه گرفته شد که اصلی‌ترین منبع غذایی دلفین‌های پوزه‌بطری گرمسیری ماهی‌ها هستند که ۸۷٪ کل موارد شکار شده در درون شکم ۲۴ عدد از ۲۶ دلفین مورد بررسی را تشکیل می‌داد. نرم‌پوستان نیز ۱۳٪ باقی‌مانده را تشکیل می‌دادند که در شکم ۱۳ مورد از ۲۶ مورد دیده شد. تعدادی لاشهٔ جانوران سخت‌پوست نیز در شکم این دلفین‌ها دیده شد که به باور پژوهشگران این بررسی نشانگر نقش این جانوران به عنوان بخشی از رژیم غذایی دلفین‌های پوزه‌بطری گرمسیری نیست.

## رفتار
دلفین‌های پوزه‌بطری گرمسیری به گونه گروهی در دسته‌هایی زندگی می‌کنند که گاه تعداد اعضای یک دسته به صدها عدد می‌رسد، با این حال دسته‌های پنج تا ۱۵ تایی متداول تراند. در گروه، آن‌ها گاه با دلفین‌های پوزه‌بطری معمولی و نیز دیگر گونه‌های دلفین از جمله دلفین گوژپشت معاشرت می‌کنند.
اوج فعالیت‌های جفت‌گیری و زایمان در دو فصل بهار و تابستان است. طول دوره بارداری ۱۲ ماه است و بچه‌ها در هنگام به دنیا آمدن دارای طولی میان ۰٫۸ و ۱٫۵ متر و وزنی میان ۹ تا ۲۱ کیلوگرم هستند. بچه‌ها ۱٫۵ تا ۲ سال شیر داده می‌شوند ولی می‌توانند تا پنج سالگی با مادرشان بمانند. دوره زمانی توانایی باردار شدن دوباره پس از یک زایمان در ماده‌ها چهار تا شش سال است.
در بعضی مناطق گسترهٔ زندگی این گونه دلفین، آن‌ها از سوی کوسه‌ها تهدید می‌شوند؛ میانگین طول عمر آن‌ها هم ۴۰ سال است.
دلفین‌های پوزه‌بطری گرمسیری که در خلیج کوسه در استرالیا زندگی می‌کنند رفتار منحصربه‌فرد جالبی با اسفنج دریایی انجام می‌دهند. آن‌ها یک اسفنج را از کف دریا می‌کنند و در هنگام شنا بر روی پوزه خود می‌گذارند؛ رفتاری که هنوز هدف اصلی آن شناخته شده نیست.

## وضعیت و تهدیدها
این گونه به عنوان گونه‌ای در معرض تهدید شناخته نمی‌شود؛ با این حال آن تعداد از این دلفین‌ها که در کنار کرانه‌ها فعالیت می‌کنند در خطر برخورد با تهدیدهای ناشی از صیادان محلی هستند.
شکارگران اصلی این گونه از دلفین‌ها را کوسه‌ها و در مواردی انسان‌ها و نهنگ‌های قاتل تشکیل می‌دهند. تورهای فلزی با شبکه‌های بزرگ که شناگران را از خطر کوسه‌ها در استرالیا و آفریقای جنوبی حفظ می‌کنند نیز باعث کشته شدن تعدادی از این دلفین‌ها شده‌اند.

## معادل‌های انگلیسی و نام‌های علمی
1. ↑  Tursiops aduncus
2. ↑  Tursiops truncatus
3. ↑  S. frontalis